# ماولامیاین
ماولامیاین (به لاتین: Mawlamyine) یک شهر در میانمار است که در ایالت مون واقع شده‌است.

## خصوصیات
ماولامیاین ۳۲۵٬۹۲۷ نفر جمعیت دارد.